# Associação Desportiva Sergipe Redentores
Sergipe Redentores, oficialmente Associação Desportiva Sergipe Redentores, é uma equipe brasileira de futebol americano, sediada em Aracaju, no estado de Sergipe, fundada no final de 2015, filiada na Liga Nordestina de Futebol Americano.

## História
O Sergipe Redentores foi criado no final de 2015, a partir da fusão entre Sergipe Bravos e Aracaju Imortais. Flávio Feitosa, ex-jogador de ambas as equipes, foi escolhido como primeiro presidente do novo clube. A nova diretoria passou a ser uma mescla entre as diretorias dos dois antigos clubes.
Em 2016, venceu o Carrancas Futebol Americano por 27 x 12 e conquistou seu primeiro título, o  Sertão Bowl. No mesmo ano, conquistou também o GACC Bowl 2016, um torneio amistoso e comemorativo, promovido pelo Grupo de Apoio à Criança com Câncer.
Quando faltava apenas um mês para o início da Liga Nacional de 2016, o clube anunciou sua desistência. Em julho de 2017, estreou na Liga Nordeste de Futebol Americano, que equivale à Conferência Nordeste da Liga Nacional de Futebol Americano.

## Títulos
- Sertão Bowl - 2016
- GACC Bowl - 2016